# Knippelsbro
Knippelsbro er en klapbro i København, der forbinder Børsgade på Slotsholmen med Torvegade på Christianshavn. 
Den nuværende Knippelsbro blev indviet i 1937 og er den sjette på stedet. Broen og manøvrehuset er tegnet af Kaj Gottlob og blev fredet i 2007.
I 2017  gennemgik tårnet på Amager-siden en renovering og blev ombygget fra kaffestue for bropassere til kulturinstitutionen Kulturtårnet på Knippelsbro.
Broen er brugt som motiv på 200-kronesedlen fra 2009-serien.

## Historie

### 1620: Den første bro
Den første bro mellem København og Christianshavn blev bygget mellem 1618-20 af Christian 4. i forbindelse med opførelsen af Christianshavn. Broen gik fra Børsgade med den nyåbnede børsbygning til Brogade på Christianshavn og åbnede i 1620. Broen blev kaldt "Den store Amagerbro" eller "Den lange Bro".

### 1712 og 1725: Den anden bro
I begyndelsen af 1700-tallet var broen i så elendig forfatning, at kong Christian 6. i 1712 udstedte et forbud mod at fortøje fartøjer til den, og man gennemførte en hovedreparation. Imidlertid var den allerede igen i 1725 faldefærdig og måtte derfor gennemgå en totalrenovering for 18.600 rigsdaler. Dette arbejde blev ledet af Johan Cornelius Krieger og afsluttet i 1728.
Broen blev udsmykket med fire Herkules-statuer udført af kunstneren Johan Christopher Sturmberg. Der findes ingen afbildninger af disse statuer. 

### 1816: Den tredje bro
I 1816 kom der en ny træbro, hvor de to porte blev udsmykket med fire træfigurer, De fire Vinde udført af billedhuggeren Frederik Christian Willerup. Figurerne findes nu på Københavns Museum. 

### 1869: Den fjerde bro
Afløseren af broen fra 1816 blev bygget på Burmeister & Wain og var lavet af jern. Den nye bro åbnede i august 1869 og var i funktion frem til 1908. Broen gik som den eneste af de mange Knippelsbroer fra Slotsholmsgade til Torvegade. Den nye beliggenhed betød, at den gamle bro kunne benyttes mens den nye bro blev opført. Oplægget til den nye blev blev udarbejdet af grossererne J. Adolphs og C. A. Broberg.

### 1908: Den femte bro
B&W's jernbro blev i 1908 erstattet af en jernbro, der var tegnet af arkitekt Axel Berg. Broen blev opført af det det amerikanske selskab The Strauss Bascule Company under ledelse af den danske ingeniør H.C.V. Møller.
Den nye bro fra Børsgade til Torvegade blev åbnet den 30. december 1908 og havde to karakteristiske pavillon-overbygninger.

### 1937: Den sjette og nuværende bro
I begyndelsen af 1930'erne blev det atter besluttet at opføre en ny bro mellem Slotsholmen og Christianshavn. Det blev besluttet at bygge den nye bro ved samme sted som Axel Bergs bro, og det var derfor nødvendigt at bygge en midlertidig bro, der var i brug fra 1934 til 1937.
Den nuværende Knippelsbro blev indviet den 17. december 1937. Den blev tegnet af Kaj Gottlob og bygget af Wright, Thomsen & Kier i samarbejde med Burmeister & Wain.
I 1974 havde filmen Olsen-bandens sidste bedrifter premiere. 
I filmen foregår filmens centrale kup på Knippelsbro mens en bilkortege holder for den opslåede broklap.

## Navn
Broen hed oprindeligt "Den store Amagerbro" eller "Den lange Bro"., men den fik senere navnet "Christianshavns Bro". 
Inden åbningen af den første bro i 1620 var der færgefart på stedet, der blev betjent af Hans Knip, der boede på Christianshavn. Kort efter åbningen af broen blev der opført en toldbod, som Hans Knip købte i 1633. Hans Knip blev i  1641 bropasser og havde til opgave at betjene broen og opkræve afgift for skibenes passage af broen. Den gamle toldbod, der nu var ejet af Hans Knip fik navnet "Knippenshus", og broen - der officielt hed Christianshavns Bro - blev i folkemunde kaldt "Knippensbro", og senere forvansket til "Knippelsbro", hvilket i 1800-tallet blev til det nuværende navn.

## Galleri
- Knippelsbro set mod Christianshavn
- Den nuværende bro set fra Christianshavn
- Knippelsbro sydlige brotårn, set fra nord
- Knippelsbro sydlige brotårn, set fra øst